# فرودگاه بیندلاچر برگ
فرودگاه بیندلاچر برگ (به انگلیسی: Bindlacher Berg Airport) (به زبان بومی: Flughafen Bayreuth) یک فرودگاه همگانی با کد یاتا BYU است که یک باند فرود آسفالت دارد و طول باند آن ۱۰۸۲ متر است. این فرودگاه در شهر بایرویت کشور آلمان قرار دارد و در ارتفاع ۴۸۸ متری از سطح دریا واقع شده‌است.